# Kaasav
Kaasav (marati: कासव lit. Tortuga) es una película india en lengua marati estrenada el 6 de octubre de 2017. Fue dirigida por el dúo de cineastas Sumitra Bhave y Sunil Sukthankar y producida por Mohan Agashe en asociación con la productora de Bhave-Sukthankar "Vichitra Nirmiti". La película ganó el Premio Nacional de Cine al Mejor Largometraje en la 64.ª Edición de los Premios Nacionales de Cine de India. Se convirtió en la quinta película en marati en ganar en esta categoría.

## Trama
Maanav (Alok Rajwade) es hospitalizado por cortarse las muñecas y posteriormente huye del hospital. Janaki (Iravati Harshe) lo encuentra colapsado al costado de la carretera. Ella le pide a su conductor privado Yadu (Kishor Kadam) que lo lleve a su casa en Devgad (Konkan) y le asigna un médico privado. Janaki es una divorciada que a menudo consulta a un psicólogo por sus ataques de pánico. Ella también ayuda a Dattabhau (Mohan Agashe), quien está trabajando en un programa de conservación de tortugas oliváceas.

## Reparto
- Iravati Harshe como Janaki.
- Alok Rajwade como Maanav.
- Mohan Agashe como Dattabhau.
- Kishor Kadam como Yadu.

## Producción
Mohan Agashe había actuado y coproducido Astu (2016) la película anterior del dúo Sumitra Bhave-Sunil Sukthankar. Una pareja con sede en Nueva Jersey, Prakash y Alka Lothe, impresionados con Astu decidieron proveer a los cineastas con ₹ 5,000,000 como financiamiento para hacer otra película basada en los trastornos mentales.
A Bhave y Sukthankar les resultó difícil encontrar productores dispuestos a participar en Kaasav, debido a su tema en torno a la depresión, por lo que Agashe produjo la película con Bhave y Sukhankar.
La película se rodó en un periodo de sólo 18 días en las playas de Devgad. Como describe el problema de la depresión entre los jóvenes en relación con la vida y el ciclo de anidación de las tortugas oliváceas, el equipo investigó mucho sobre las especies en peligro de extinción.
Agashe, siendo un psiquiatra, proporcionó material clínico a los realizadores cinematográficos que incluía el libro del psiquiatra e investigador Vikram Patel, Where There is No Psychiatrist: A Mental Health Care Manual.

## Recepción y premios
La película ganó el Premio Nacional de Cine de Oro (Swarna Kamal) al Mejor Largometraje en los 64 ° Premios Cinematográficos Nacionales de India. La academia señaló que ganó "en reconocimiento de la combinación perfecta de un comportamiento ambiental y uno personal de una manera cinematográfica conmovedoramente hermosa". Se convirtió en la quinta película en marati en ganar esta categoría.
La película también participó en varios festivales internacionales de cine como el Mumbai Film Festival (2016), el Kolkata International Film Festival (2016), el Festival Internacional de Cine de Kerala (2016), el Festival Internacional de Cine de Bangalore (2017) y el New York Indian Film Festival  (2017).
El protagonista Alok Rajwade también ganó el Premio al Mejor Actor en el BRICS Film Festival-2017 celebrado en China ese año.